# الرواية الإنجليزية

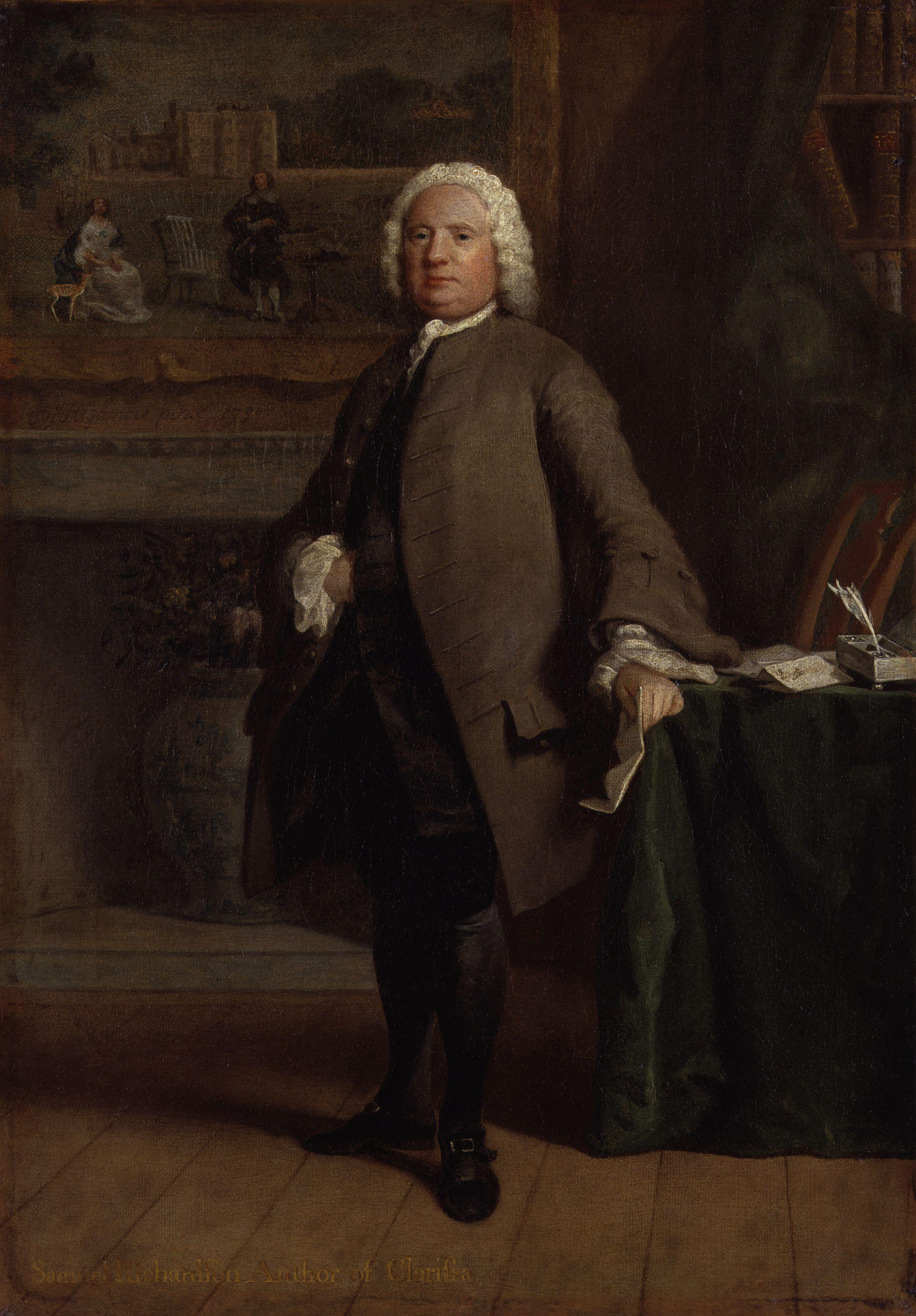

الرواية الإنجليزية هي جزء مهمٌ من الأدب الإنجليزي. يتعلق هذا المقال بشكل أساسي بالروايات، التي كُتبت باللغة الإنجليزية، من قبل الروائيين الذين ولدوا أو قضوا جزءًا كبيرًا من حياتهم في إنجلترا أو اسكتلندا أو ويلز أو أيرلندا الشمالية (أو أيرلندا قبل عام 1922). ومع ذلك، بسبب طبيعة الموضوع، طُبّق هذا المبدأ التوجيهي بالمنطق، إذ أُشير إلى روايات مكتوبة بلغات أخرى أو إلى روائيين ليسوا بريطانيين أصليين عند الضرورة.

## الروايات المبكرة في الأدب الإنجليزي
نُظِر عمومًا إلى بداية الرواية الإنجليزية مع الروائي دانيال ديفو إذ كتب روبنسون كروزو (1719) ومول فلاندرز (1722)، رغم وجود منافسين له أيضًا وهم جون بونيان بروايته رحلة الحاج (1678) وأفرا بِن وروايتها  أرونوكو (1688)، في حين اقتُرحت الأعمال السابقة مثل رواية وفاة آرثر للسير توماس مالوري وحتى «العمل التمهيدي» لحكايات كانتربري من قبل جيفري تشوسر. هناك رواية مبكرة أخرى مهمة هي رحلات غوليفر (1726، عُدّلت عام 1735) للكاتب الأيرلندي ورجل الدين جوناثان سويفت، وهي هجاء للطبيعة البشرية وكذلك محاكاة ساخرة لقصص المسافرين مثل روبنسون كروزو. يرتبط ظهور الرواية كنوع أدبي مهم بشكل عام مع نمو الطبقة الوسطى في إنجلترا.

### الرواية الأولىباميلا أو مكافأة الفضيلة
الروائيون الإنجليز الرئيسيون الآخرون في القرن الثامن عشر هم صمويل ريتشاردسون (1689-1761)، مؤلف روايات رسائلية مثل باميلا أو مكافأة الفضيلة (1740) وكلاريسا (1747-1748)؛ هنري فيلدنج (1707–1754)، الذي كتب رواية جوزيف أندروز (1742) وتاريخ توم جونز اللقيط (1749)؛ لورنس ستيرن (1713-1768)، الذي نشر تريسترام شاندي على شكل أجزاء بين عامي 1759 و1767؛ أوليفر جولدسميث (1728-1774)، مؤلف كتاب قس ويكفيلد (1766)؛ توبياس سموليت (1721-1771)، وهو روائي اسكتلندي اشتُهر برواياته الشطارية الهزلية، مثل مغامرات بيرغرين بيكل (1751) ورحلة استكشاف همفري كلينكر (1771)، والذي ألهمت رواياته تشارلز ديكنز؛ وفاني بورني (1752-1840)، والتي حظيت رواياتها «بإعجاب جين أوستن واستمتعت بها»، كتبت إيفلينا (1778) وسيسيليا (1782) وكاميلا (1796).
أحد الجوانب المهمة في روايات القرن الثامن عشر والتاسع عشر هو الطريقة التي خاطب بها الروائي القارئ مباشرة. على سبيل المثال، قد يقاطع المؤلِّف سرده ليحكم على شخصية أو يرثي أو يمدح شخصًا آخر، وإبلاغ أو تذكير القارئ ببعض المسائل الأخرى ذات الصلة.[بحاجة لمصدر]

## الفترة الرومانسية
عبارة الرواية الرومانسية لها العديد من المعاني الممكنة. تُشير هنا إلى الروايات المكتوبة خلال العصر الرومانسي في التاريخ الأدبي، والذي يمتد من أواخر القرن الثامن عشر وحتى بداية العصر الفيكتوري في عام 1837. ولكن توجد روايات مكتوبة في التراث الرومانسي من قبل روائيين مثل والتر سكوت وناثانيل هوثورن وجورج ميريديث. بالإضافة إلى ذلك، تُستخدم العبارة اليوم في الغالب للإشارة إلى النوع الشعبي من قصص الخيال اللبية التي تُركز على الحب الرومانسي. ترتبط الفترة الرومانسية بشكل خاص بالشعراء ويليام بليك وويليام وردزورث وصمويل تايلور كوليردج وجورج بايرون وبيرسي شيلي وجون كيتس، ورغم ذلك هناك روائيان رئيسيان هما جين أوستن ووالتر سكوت، نشر كلاهما أيضًا في أوائل القرن التاسع عشر.
اخترعت رواية هوراس والبول لعام 1764، قلعة أوترانتو، نوع الخيال القوطيّ. كانت كلمة قوطيّ في الأصل تستخدم بمعنى العصور الوسطى. يجمع هذا النوع بين الصفات «المروعة والرائعة والخارقة للطبيعة» وعادة ما يشمل القلاع المسكونة والمقابر وعناصر مختلفة خلابة. في وقت لاحق قدّمت الروائية آن رادكليف الشخصية الكئيبة للأشرار القوطيين والتي تطورت لتصبح البطل البيروني. يُوصف عملها الأكثر شعبية وتأثيرًا، أسرار أودولفو (1794)، بأنه الرواية القوطية النموذجية. كانت رواية فاتيك (1786) من تأليف ويليام بيكفورد ورواية الراهب (1796) لماثيو لويس، من الأعمال المبكرة البارزة في كل من النوع القوطيّ والرعب.
رواية ماري شيلي فرانكنشتاين (1818)، باعتبارها رواية قوطية أخرى مهمة فضلًا عن كونها مثالًا مبكرًا للخيال العلمي. بدأ خيال نوع أدب مصاصي الدماء مع جون وليام بوليدوري في روايته مصاص الدماء (1819). هذه القصة القصيرة كانت مستوحاة من حياة اللورد بايرون وقصيدته جياور. عمل آخر مهم هو فارني مصاص الدماء (1845)، حيث نشأت العديد من اصطلاحات مصاصي الدماء المرجعية: فارني له أنياب، ويترك جرحين في ضحيته، ولديه قوى منومة وقوة خارقة. كان فارني أيضًا أول مثال على «مصاص الدماء الودي»، الذي يكره حالته ولكنه عبد له.
من بين المزيد من الروائيين الثانويين الجديرين بالذكر في هذه الفترة، ماريا ايدجوورث (1768-1849) وتوماس لوف بيكوك (1785-1866). تعتبر رواية إيدجورث قلعة راكنرينت (1800) «أول رواية إقليمية مطورّة بالكامل باللغة الإنجليزية» وكذلك «أول رواية تاريخية حقيقية باللغة الإنجليزية» ولها تأثير مهم على والتر سكوت. كان بيكوك يحتل المقام الأول في الهجاء في الروايات مثل كابوس آبي (1818) ومصائب إيلفين (1829).
تنتقد أعمال جين أوستن (1775-1817) الروايات العاطفية للنصف الثاني من القرن الثامن عشر وهي جزء من الانتقال إلى الواقعية في القرن التاسع عشر. تسلط حبكاتها، على الرغم من كونها هزلية بشكل أساسي، الضوء على اعتماد المرأة على الزواج لتأمين المكانة الاجتماعية والأمن الاقتصادي. تُسلّط أوستن الضوء على المصاعب التي تواجهها النساء، واللواتي عادةً ما لا يرثن المال، ولا يمكنهنّ العمل إذ كانت فرصتهنّ الوحيدة في الحياة تعتمد على الرجل الذي يتزوجنه. لا تكشف عن الصعوبات التي تواجهها المرأة في يومها فحسب، بل تكشف أيضًا عمّا كان متوقعًا من الرجال والمهن التي يتعين عليهم متابعتها. تروي ذلك بذكاء وفكاهة مع نهايات يتلقى فيها جميع الشخصيات، جيدة كانت أم سيئة، ما يستحقه بالضبط. جلبت أعمالها شهرة قليلة لها وبعض المراجعات الإيجابية خلال حياتها، لكن ما نشره ابن أختها في عام 1869 بعنوان ذكرى جين أوستن أوصلها إلى جمهور أوسع، وبحلول الأربعينيات من القرن العشرين أصبحت معروفة ككاتبة مهمة.
شهد النصف الثاني من القرن العشرين انتشار منحة أوستن وظهور ثقافة عُشاق جين «جينيت». تشمل أعمال أوستن كبرياء وتحامل (1813) وعقل وعاطفة (1811) ومانسفيلد بارك وإقناع وإيما.
كان الروائي الرئيسي الآخر في أوائل القرن التاسع عشر هو السير والتر سكوت (1771-1832)، الذي لم يكن روائيًا بريطانيًا ناجحًا للغاية فحسب، بل كان «المؤثر الأكبر الوحيد على قصص الخيال في القرن التاسع عشر... وأيقونة أوروبية». أسس سكوت هذا النوع من الرواية التاريخية من خلال سلسلة رواياته عن ويفرلي، بما في ذلك ويفرلي (1814) وخبير الأثريات (1816) وقلب ميدلوثيان (1818). ومع ذلك، فإن أوستن اليوم تُقرأ على نطاق واسع وهي مصدر للأفلام والمسلسلات التلفزيونية، في حين أن الناس لا يقرؤون لسكوت بالقدر ذاته.